# Senat von Wisconsin

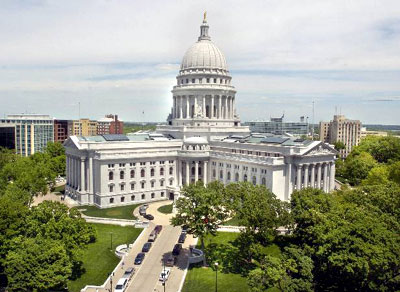
Wisconsin State Capitol

Der Senat von Wisconsin (Wisconsin State Senate) ist das Oberhaus der Wisconsin Legislature, der Legislative des US-Bundesstaates Wisconsin.
Die Senatsgröße wurde in der Verfassung von Wisconsin an die der State Assembly geknüpft, wo der Senat nicht weniger als ein Viertel und nicht mehr als ein Drittel der Sitze der Assembly haben soll. Derzeit ist Wisconsin in 33 Senatsdistrikte aufgeteilt (ein Drittel der Assembly, die jetzt 99 Abgeordnete umfasst), die jeweils einen Senator stellen. Die Senatoren werden jeweils für vierjährige Amtszeiten gewählt; eine Beschränkung der Amtszeiten existiert nicht. Sollte ein Senatssitz zwischen den Wahlen frei werden, darf er nur durch eine Nachwahl neu besetzt werden.
Der Sitzungssaal des Senats befindet sich im Südflügel des Wisconsin State Capitol in der Hauptstadt Madison.

## Aufgaben des Senats
Wie in den Oberhäusern anderer Bundesstaaten und Territorien sowie im US-Senat fallen dem Senat von Wisconsin im Vergleich zu der Assembly spezielle Aufgaben zu, die über die Gesetzgebung hinausgehen. So obliegt es dem Senat, Nominierungen des Gouverneurs in dessen Kabinett, weitere Ämter der Exekutive sowie Kommissionen und Behörden zu bestätigen oder zurückzuweisen. Ferner sind die Amtszeiten so gestaffelt, dass immer die Hälfte der Abgeordneten jede zwei Jahre neu gewählt wird.

## Gehalt und Vergünstigungen
Abgeordnete, die ab Herbst 2002 neu gewählt oder wiedergewählt werden, beziehen eine Abgeordnetenentschädigung in Höhe von 45.569 Dollar pro Jahr. Zusätzlich können die Abgeordneten, wenn sie in Madison wegen Staatsgeschäften sind, 88 Dollar pro Tag als Lebensunterhaltskosten beziehen. Dies gilt jedoch nicht für Abgeordnete aus dem Dane County. Ihnen werden bis zu 44 Dollar als Unkosten bewilligt. Jeder Abgeordnete erhält auch 75 Dollar pro Monat als „Out-of-session“-Bezahlung, wenn in diesem Zeitraum die Legislative drei Tage oder weniger tagt. Darüber hinaus wird jedem Abgeordneten in einem Zeitraum von zwei Jahren 66.008 Dollar zugeteilt, um die allgemeinen Geschäftskosten für Drucksachen, Porto und Distriktssendungen abzudecken.

## Zusammensetzung nach der Wahl im Jahr 2022
| Partei | Partei                 | Abgeordnete |
| ------ | ---------------------- | ----------- |
|        | Republikanische Partei | 22          |
|        | Demokratische Partei   | 11          |
| Summe  | Summe                  | 33          |

### Wichtige Senatsmitglieder
| Position                            | Name              | Partei       |
| ----------------------------------- | ----------------- | ------------ |
| Senatspräsident                     | Chris Kapenga     | Republikaner |
| Präsident Pro Tempore               | Patrick Testin    | Republikaner |
| Mehrheitsführer (Majority Leader)   | Devin LeMahieu    | Republikaner |
| Oppositionsführer (Minority Leader) | Dianne Hesselbein | Demokraten   |